# Associazione nazionale dell'industria sammarinese
L'Associazione Nazionale Industria San Marino (ANIS) è una associazione che difende gli interessi degli imprenditori a San Marino; la sede è Piazzetta Bramante Lazzari, 1 a Città di San Marino.
L'ANIS raccoglie 300 aziende iscritte con circa 6.560 addetti e aderisce a due organismi europei, il BusinessEurope con sede a Bruxelles e l'Organizzazione internazionale del lavoro (OIT) con sede a Ginevra, inoltre è interlocutore privilegiato con il governo sammarinese e le varie segreterie di stato.

## Storia
L'ANIS nacque il  18 novembre 1945 a Città di San Marino per tutelare gli interessi imprenditoriali e inizialmente anche artigianali nella Repubblica di San Marino, tuttora rappresenta gli industriali nei rapporti interni e con le istituzioni sammarinesi.